# 10510 Maxschreier
10510 Maxschreier (tên chỉ định: 1989 GQ4) là một tiểu hành tinh vành đai chính. Nó được phát hiện bởi Eric Walter Elst ở Đài thiên văn La Silla ở Chile ngày 3 tháng 4 năm 1989. Nó được đặt theo tên Max Schreier, who established observatories và promoted astronomy in South America after moving đến Bolivia from Vienna in 1938.